# 白蓮グループ
白蓮グループ（びゃくれんグループ）は、創価学会の女性部に所属する未婚女性会員を中心に構成されている会合運営を行う人材グループ。

## 概要
創価学会の歴史と理念を学び、大きな会合の運営に携わっている。大きな規模の会合が開催される際には、会館内での受付や場内整理などを行っている。仏道修行の一環として無償奉仕で活動している。シンボルカラーは若草色で、着任時は若草色の制服を着用する。

## 訓示
白蓮グループ指針
泥沼にあって、しかも汚れることなく清らかに咲く花「白蓮華」（びゃくれんげ）

## 役職
委員長、副委員長、書記長、主任部長、部長、班長などの役職がある。

## 備考
- 制服は今まで数回変わっている。

- 白蓮グループの女性のほとんどが仕事を持っているのが現状である。

- 白蓮グループは、創価学会の組織の中核ともいうべき「女性部」の幹部候補生となる人材育成を行うためのグループである。

- かつては髪型はショートカットにする、ロングヘアーの場合は髪を束ねる。茶髪などの髪染め禁止。濃い化粧は禁止で、薄い化粧（ナチュラルメイク）にする。恋愛禁止などの規則が厳しい時期もあったが、現在は規則は緩くなった。

- 香城会は、創価学会の女性部の既婚の女性で構成されている人材グループであり、平日に創価学会の本部幹部会などの大きな会合が開催される際、会館の駐車場の整理や入場案内などの会合運営を行っている。

- 2020年（令和2年）より新型コロナウイルス感染症が蔓延したことで感染症予防のために、創価学会の会館の利用が減少して動画配信やオンライン会合が開催される場合が多くなった。

## 白蓮グループ歌（星は光りて）
- 白蓮グループ歌（星は光りて）- 創価学会公式YouTube